# アニメプレゼント
『アニメプレゼント』は、1981年9月1日から同年9月22日まで東京12チャンネル（現・テレビ東京）が編成していた単発アニメ放送枠である。それ以前にも1981年8月4日から同年8月25日まで『夏休みアニメプレゼント』（なつやすみアニメプレゼント）と題して編成されていた。いずれも編成時間は毎週火曜 18:30 - 19:54 （日本標準時）。

## 概要
火曜 19:00 - 19:54に放送されていた前番組『三枝のホントにホント』の早期終了に伴い、同年秋の改編までのつなぎ枠として編成された。本枠の編成により、月曜 - 金曜 18:30 - 19:00に編成されていた国産アニメの再放送枠『マンガのくに』（第2期）のうち、火曜放送分のみが本枠に一時吸収されるかたちになった。
放送作品は東映動画（現・東映アニメーション）制作の劇場用アニメが殆どだったが、稀にハンナ・バーベラ・プロダクション制作の海外アニメを放送することもあった。

## 放送作品一覧
| 回 | 放送日  | タイトル                      | 製作会社                         |
| -- | ------- | ----------------------------- | -------------------------------- |
| 1  | 8月4日  | クマゴローの大冒険            | ハンナ・バーベラ・プロダクション |
| 2  | 8月11日 | わんぱく王子の大蛇退治        | 東映動画                         |
| 3  | 8月18日 | 少年ジャックと魔法使い        | 東映動画                         |
| 4  | 8月25日 | 弱虫クルッパースペシャル      | ハンナ・バーベラ・プロダクション |
| 5  | 9月1日  | 安寿と厨子王丸                | 東映動画                         |
| 6  | 9月8日  | 長靴をはいた猫 80日間世界一周 | 東映動画                         |
| 7  | 9月15日 | ちびっ子レミと名犬カピ        | 東映動画                         |
| 8  | 9月22日 | 西遊記                        | 東映動画                         |